# Kenneth Møller Kristensen
Kenneth Møller Kristensen (født 9. maj 1969) er forfatter til flere bøger om cykelsport.
Kenneth Møller Kristensen har i en årrække fungeret som pressechef for Post Danmark Rundt, og har i mange år været tilknyttet Danmarks Cykle Union som kommunikationskonsulent og redaktør af web og magasinet. Han var pressechef for det store landevejs-VM i Danmark i 2011 og bane-VM i Ballerup Super Arena året før.
Fra 2016 var han desuden pressechef for seksdagesløbet i Ballerup og DBCs stævner i Ballerup Super Arena.
Han har i 2015 udgivet bøgerne De Danske Cykelhelte-Fra Ole Ritter til Lasse Norman og Historien om Post Danmark-De 25 første udgaver. Sidstnævnte sammen med Jesper Worre. 
I 2018 udgav han bogen 6-dagesløb, i 2019 bogen Gert Frank-Helten fra Forum og i 2020 bøgerne De Danske Tour de France Helte og 50 Utrolige historier fra cykelsporten. De Danske Tour de France-Helte er siden kommet i flere opdateret udgaver. I 2022 udgav Kenneth Møller Kristensen bogen Cykelsporten 25 største legender og siden bogen Par nr. 7 - Dannebrog på fire hjul.I 2024 udkom Kenneth Møller Kristensen med bøgerne 50 Utrolige historier fra Sportens Verden, 50 Utrolige Dopinghistorier fra Cykelsporten, 40 Utrolige historier fra Tour de France og VM Banecykling - Fakta og Historier. Desuden udkom en opdateret udgave af De Danske Cykelhelte og en opdateret udgave af bogen Par nr. 7.
I 2025 kommer bogen Timerekorden - Og rytterne bag.
Kristensen er ansvarlig for cykelsport på Lex.